# Chromosom pierścieniowy

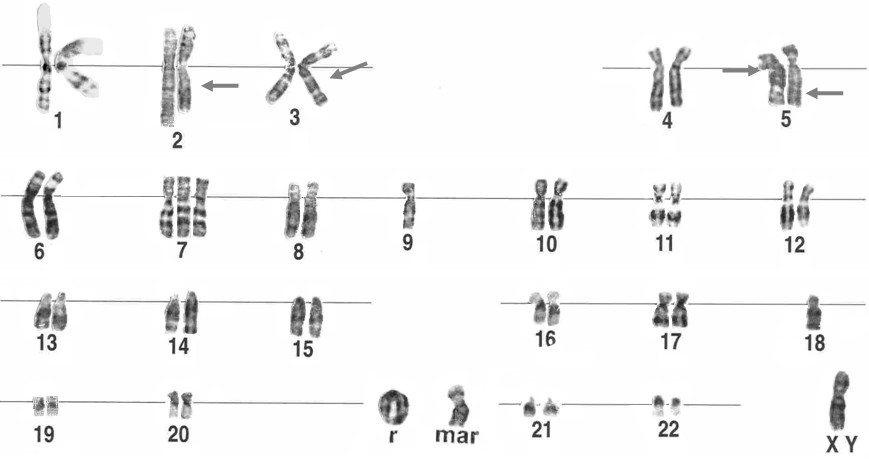
Kariotyp z chromosomem pierścieniowym (r). Strzałki wskazują miejsca złamań chromosomów, z których powstał

Chromosom pierścieniowy – chromosom powstający na skutek szczególnego przypadku delecji dystalnej, i połączenia się dwóch ramion chromosomu tak, że powstaje pierścień. Zazwyczaj takiej fuzji towarzyszy delecja fragmentów na końcach ramion. Chromosom pierścieniowy oznacza się jako r, po czym w nawiasie podaje się numer tego chromosomu (lub X, gdy chodzi o tenże).
Występowanie chromosomów pierścieniowych łączy się z niektórymi chorobami genetycznymi człowieka, np. chromosom pierścieniowy X może być przyczyną zespołu Turnera, a pierścieniowy chromosom 18 charakteryzuje fenotyp zespołu pierścieniowego chromosomu 18. 